# کام وو سونگ
کام وو سونگ (کره‌ای: 감우성؛ زادهٔ ۱ اکتبر ۱۹۷۰) بازیگر اهل کره جنوبی است. او به خاطر ایفای نقش دلقک در فیلم موفق پادشاه و دلقک (۲۰۰۵) شناخته می‌شود. از سریال‌هایی که او در آنها به ایفای نقش پرداخته‌است می‌توان به امپراطور افسانه‌ها (۲۰۱۰) و جن‌گیر چوسان (۲۰۲۱) اشاره کرد.